# Pterolophia bangi
Pterolophia bangi är en skalbaggsart som beskrevs av Maurice Pic 1937. Pterolophia bangi ingår i släktet Pterolophia och familjen långhorningar. Inga underarter finns listade i Catalogue of Life.